# Intercambio de archivos de Bluetooth (Mac OS X)
Intercambio de archivos de Bluetooth es una utilidad incluida en el sistema operativo Mac OS X, usada para el intercambio de ficheros entre dispositivos con Bluetooth. Por ejemplo, puede ser usado para enviar imágenes a un teléfono móvil o para recibir un documento desde una PDA.

## Características
Disponible a partir de Tiger (OS X 10.4.6), Intercambio de archivos Bluetooth permite:
- Recibir ficheros, incluyendo varios ficheros seleccionados.
- Enviar ficheros.
- Crear carpetas remotas.
- Navegar dentro del árbol de carpetas.

## Limitaciones
- No puede enviar o recibir carpetas.
- No puede mover elementos en el dispositivo remoto.
- No reconoce atajos de teclado, como cmd+↓ para abrir carpetas.
- No tiene una interfaz para AppleScript.

## Preferencias
Al lanzar la aplicación se muestra el panel de preferencias, desde donde se puede elegir:
- Navegar (elegir y ver las carpetas de un dispositivo remoto).
- Enviar fichero
- No hacer nada.

- Datos: Q420959